# Флаг Реутова
Флаг городского округа «Ре́утов» Московской области Российской Федерации — опознавательно-правовой знак, служащий официальным символом муниципального образования.
Первоначально флаг был утверждён 29 марта 2000 года как флаг муниципального образования «город Реутов» и внесён в Государственный геральдический регистр Российской Федерации с присвоением регистрационного номера 638.
В ходе муниципальной реформы 2006 года муниципальное образование «город Реутов» было преобразовано в городской округ Реутов.
Решением Совета депутатов города Реутов от 6 сентября 2017 года № 64/2017−НА данный флаг был утверждён флагом городского округа Реутов.

## Описание
«Прямоугольное двухстороннее полотнище с отношением ширины к длине 2:3 голубого цвета, в центре которого воспроизведены фигуры герба городского округа Реутов Московской области, выполненные жёлтым и белым цветом».
Геральдическое описание герба города Реутов гласит: «В лазоревом поле золотой колокол, с сидящим на нём серебряным голубем».

## Символика
Флаг города Реутов разработан на основе современного герба городского округа Реутов, утверждённого Решением Реутовской городской Думы от 29.03.2000 № 293/40: в лазоревом поле золотой колокол, с сидящим на нём серебряным голубем.
В гербе города Реутов языком геральдических символов гармонично отражены история становления города, его название.
Первые письменные упоминания о городе относятся к XVI веку. В так называемой Писцовой книге рассказывается о «пустоши» Реутово. Название «Реутово» просуществовало до 1940 года, когда рабочему посёлку был присвоен статус города.
По словарю В. И. Даля «реут» — одно из названий, даваемых колоколам в XVI веке. Этот вид колокола отличался мощным глухим звуком. Наиболее вероятная и принятая официально городом является версия, что когда-то здесь проходила сигнальная линия, входящая в систему обороны Москвы. Эта линия состояла из сторожевых вышек с колоколами (реутами), передающими сигнал о приближении врага к Москве.
Именно в Реутове стояла сторожевая вышка с колоколом.
За основу взят герб города Реутов, утверждённый Решением Реутовского городского Совета народных депутатов 24 ноября 1992 года № 9 с учётом современных геральдических требований.
Колокол — символ пробуждения и оповещения, символ единения людей. Большие колокола часто имели изображения орнаментов, икон, текстов или другие рисунки.
Голубь — символ мира, божественной чистоты, красоты и святости.
Голубой цвет (лазурь) — символ чести, красоты и добродетели.
Жёлтый цвет (золото) — символ солнечного света, богатства, великодушия.
Белый цвет (серебро) — символ простоты, совершенства, мудрости, благородства, мира, взаимосотрудничества.